# Българи (област Бургас)
 Тази статия е за странджанското село.  За габровското вижте Българи (Област Габрово).  
Бъ̀лгари е село в Югоизточна България, община Царево, област Бургас. В миналото е известно като Вулгари (Вургари, на гръцки: българи).
Селото е едно от последните четири нестинарски села в България.

## География
Село Българи се намира на около 51 km юг-югоизточно от центъра на областния град Бургас, около 14 km югозападно от общинския център Царево и около 21 km североизточно от град Малко Търново. Разположено е в южната част на странджанския планински рид Босна, върху малък местен рид, заобиколен от три страни с дълбоки долчини. Надморската височина в центъра на селото е около 294 m, а преобладаващият наклон на терена е на юг.
Северно край село Българи минава второкласният републикански път II-99, който на югозапад води през село Граматиково към Малко Търново, а на североизток – през село Изгрев към връзка югозападно от квартал Крайморие на град Бургас с първокласния републикански път I-9 (Европейски път Е87). Общински път – отклонение от път II-99 край Българи, води на югоизток до село Кости. Селото има и на северозапад през село Визица пътна връзка с първокласния републикански път I-9.
Землището на село Българи граничи със землищата на: село Кондолово на запад и северозапад; село Изгрев на север и североизток; село Бродилово на североизток; село Костѝ на изток и югоизток; село Сливарово на юг (около 60 m граничен участък); село Граматиково на юг и югозапад.
Село Българи е в обхвата на Природен парк „Странджа“.

## История
Древното име на селото е Ургури, по името на прабългарското племе, охранявало крепостта, разположена наблизо.
В османотурски документи селото фигурира за първи път през 1454 г. – една година след завладяването на Константинопол. Впоследствие през втората половина на 17 век се появява в данъчните регистри на каза Анхиало.
Българи под името Булери е отбелязано в една анонимна карта, отпечатана от Джеймс Уайд в Лондон през 1829 г. и на картата на генерал Александър Хатов, издадена в 1854 г. във връзка с Кримската война.
От Българи има участници в Гръцкото въстание от 1821 г. След Руско-турската война от 1828 – 1829 година жители на Българи се изселват в Южна Русия, но след две години една част от тях се връщат. Потомците им и до днес носят прякора „русийковци“.
Поп Георги Стоянов Джелебов е в основата на борбата на селото за независима църква и национална свобода. Той организирал по-будни и родолюбиви българи в Бургас и създал българска община с цел откриване на българска църква и училище, и тръгнал наново по селата. В с. Граматиково след посещението на поп Георги първи се отказал от гръцката църква Коста Полименов. Последвал го цялото село, а след тях селяните от Ургари (Българи) и Мързово (Кондолово).
След 1878 година има ново преселване, защото Българи остава в границите на Османската империя. Половината от жителите се преселват в новообразуваното крайморско село Кюприя (днес Приморско).
Към края на ХІХ век селото остава последната крепост на българщината в крайморска Странджа. Традиционният консерватизъм на населението способства за съхранение на българския му характер в една враждебна гръкоезична среда.
При потушаването на Илинденско-Преображенското въстание през 1903 година Вургари силно пострадва. Всичките 120 къщи са ограбени, а половината от тях и изгорени.
Селото влиза в границите на България в 1913 година след териториалните промени на България в резултат на Балканската война. След Първата световна война няколко семейства от Българи се заселват в местността „Лисово“ по посока на Мичурин и образуват село Изгрев.
В миналото Българи е било типично колибарско село. Под това понятие в Странджа разбират селата, които освен къщи в селото имат и колиби из горите, групирани по 4 – 5 в отделни местности, където се намират нивите на стопаните. Колибарските семейства до късна есен прекарвали на колибата, копаели, жънели, вършеели, отглеждат добитък и се прибирали в селото само за зимуване. Колибите на българци били пръснати по чукарите из цялото землище, в местностите – Припур, Шумакът, Питарево, Студеньет врис, Ялоньето, Кабурич, Грудево.
Българи е било център на община, към която са се отнасяли Лисово (Изгрев), Мързево (Кондолово), изчезналото село Припор и чифлиците Грънчар баир, Ениято, Кобурич и други. През 1920-те години жителите му образуват горско-производителната кооперация „Дъб“. В 1926 г. то има 126 къщи и 501 жители, в 1937 г. – 602 жители, а в 1955 г. селото брои 150 къщи.
Името му остава Вулгари (Вургари, което е гръцкият вариант на Българи) до 1934 година.

## Население
Към 31 декември 2021 г. на територията на Българи живеят по настоящ адрес 39 души. Гъстотата е 0,878 души/km2.

### Демографско развитие
| \| Година на преброяване \| Численост \| \| --------------------- \| --------- \| \| 1926 \| 501 \| \| 1934 \| 588 \| \| 1946 \| 655 \| \| 1956 \| 795 \| \| 1965 \| 728 \| \| 1975 \| 500 \| \| 1985 \| 319 \| \| 1992 \| 241 \| \| 2001 \| 161 \| \| 2011 \| 68 \| \| 2021 \| 39 \| |           |
| Година на преброяване | Численост |
| 1926 | 501       |
| 1934 | 588       |
| 1946 | 655       |
| 1956 | 795       |
| 1965 | 728       |
| 1975 | 500       |
| 1985 | 319       |
| 1992 | 241       |
| 2001 | 161       |
| 2011 | 68        |
| 2021 | 39        |

Според преброяването на населението през 2011 година, етническият състав включва 68 българи.

## Забележителности
В землището на селото в местността Калдъръма има запазена отсечка от древен път с дължина между 50 и 100 метра. Направлението е от морето към Малко Търново. Северно от селото в местността Градището се намира тракийска и късноантична крепост Ургури. Разположена е на висок хълм със стръмни скатове, спускащи се към река Караагач. На около 2 km северозападно от селото в местностите Рупите и Скуриите се откриват останки от металургична дейност. Тракийски могили има в местността Църквището по пътя за резервата Силкосия (източно от Българи) и в местностите Ечмите (източно от Българи) и Бялата пръст (на 3,5 km югозападно от Българи). Голяма могила, наречена „Тумбата“, с диаметър 35 метра, се намира в местността Шумяка (южно от Българи). Източно от селото е най-старият български резерват „Силкосия“, а на 7 km североизточно – защитената местност „Марина река“, в миналото част от „Силкосия“.

### Редовни събития
Българи е единственото село в Странджа със статут на фолклорен резерват. Обичаят нестинарство е запазен в автентичния си вид. Оттук е и последната „истинска“ нестинарка – баба Злата, след смъртта на която обичаят замира за дълги години. Днес този уникален по своята същност зрелищен обред е възроден и може да се наблюдава на празника на селото на 3 и 4 юни. Тогава жителите на селото почитат светците Константин и Елена, които са патрон и на църквата в селото. Тя е строена след Илинденско-Преображенското въстание като понастоящем има статут на паметник на културата във връзка с обичая нестинарство.

## Транспорт
Има микробуси два пъти на ден, които тръгват от Царево по линията Царево – Кости. Село Кости се намира на 8 km от Българи.

## Галерия
- Центъра на селото
- Нестинарската чешма
- Нестинарският конак
- Кметството на селото
- Паметна плоча на падналите през войните жители
- Къщата на стария епитроп Тодор Лапчев (сега етнографски музей)
- Жители на с. Българи, 1938 г.
- Празнична носия от село Българи, Бургаски етнографски музей.

## Личности
Родени в Българи
- Илия Дамов Татарчев (1874 – ?), български революционер от ВМОРО, четник при Михаил Герджиков и участник в Илинденско-Преображенското въстание.[7]
- Митрю Митрев (1866 – ?), български революционер, определен за войвода на смъртната дружина във Вургари, по време на Илинденско-Преображенското въстание е в отряда на Михаил Герджиков и участва в нападението на Василико.[8][9]